# Jean de Dunois
Jean de Dunois (narozen jako Jean Levieux Valois des Orléans, známý též jako Bastard orleánský; 23. listopadu 1402 Paříž – 24. listopadu 1468) byl francouzský šlechtic a vojevůdce, levoboček vévody Ludvíka a jeho milenky Mariette d'Enghien.
Hrál klíčovou roli za stoleté války, v níž patřil k vůdčím osobnostem francouzské strany a nejpřednějším velitelům francouzských vojsk. Reprezentoval dům Orléans po čas zajetí vévody Karla, velel obraně Orléans při jeho obležení Angličany a společně s Johankou z Arku vedl ofenzívu, která je v květnu 1429 rozbila. Hrál klíčovou roli při vyhnání Angličanů z Paříže a Normandie.